# Amr Talaat

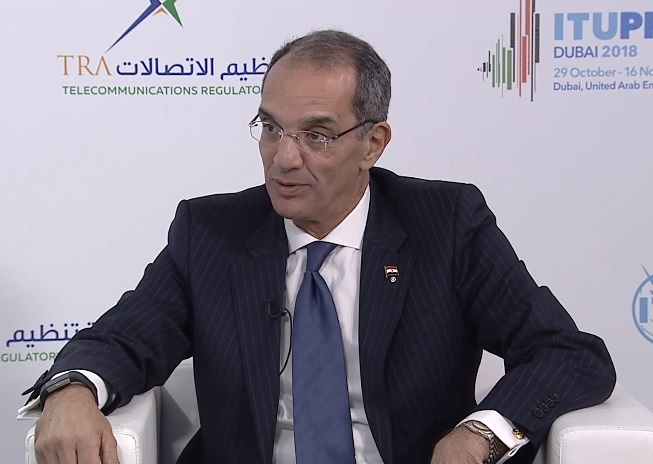
Amr Talaat, 2018

Amr Ahmad Samih Talaat (arabisch عمرو أحمد سامح طلعت; * 1. Januar 1961 in Ägypten) ist ein ägyptischer Politiker und Ingenieur. Seit 2018 ist er Minister für Kommunikation und Informationstechnologie von Ägypten.

## Leben

### Ausbildung und Karriere
Amr Talaat wurde am 1. Januar 1961 in Ägypten geboren. Er studierte bis 1983 an der Universität Kairo an der Fakultät für Ingenieurwissenschaften. Er studierte am Illinois Institute of Technology und erwarb einen Master of Science in Informatik. An der Universität von Paris promovierte er in der Betriebswirtschaftslehre. An der Paris ESLSCA Business School erlangte er einen Master of Business Administration.
Im August 1988 wurde Amr Talaat bei IBM Egypt angestellt und leitete die Expansionspläne von des Unternehmens. Er hatte dort ab 2005 verschiedene Führungspositionen inne und leitete schließlich ab 2010 das Unternehmen selbst.
Talaat war Professor an der Universität Kairo und unterrichtete in wirtschaftlichen Bereichen. Er war Ehrenmitglied des IKT-Ausschusses der Universität Kairo, Mitglied des IKT-Ausschusses der Akademie für wissenschaftliche Forschung und Technologie und Vorsitzender des IKT-Ausschusses der amerikanischen Handelskammer.

### Ministeramt
Amr Talaat ist seit 2018 Minister für Kommunikation und Informationstechnologie von Ägypten unter Premierminister Mustafa Madbuli. Während seiner Amtszeit trieb er die Digitalisierung voran und verabschiedete ein Datenschutzgesetz. 2020 wurde Talaat für die Leitung einer ägyptischen Initiative zur digitalen Transformation beauftragt.